# Oxilus mozambicus
Oxilus mozambicus är en skalbaggsart som beskrevs av Jean François Villiers 1974. Oxilus mozambicus ingår i släktet Oxilus och familjen långhorningar.
Artens utbredningsområde är:
- Kenya.
- Moçambique.

Inga underarter finns listade i Catalogue of Life.